# ベジム・カバシ
ベジム・カバシ（セルビア・クロアチア語：Besim Kabaši 1976年2月26日-2011年12月4日）は、アルバニアのキックボクサー。コソボのイストク出身。
プロのキャリアのにおいてたった一度しか負けたことがなく、勝った試合もKO決着が多かった。
しかし、2011年12月4日、薬剤の多量摂取（オーバードーズ）により死亡。自殺と見られている。

## 獲得タイトル
- 1997 WKA German Champion 79 kg
- 1998 WKA German Champion 83 kg
- 2001 WIKA German Champion 81 kg
- 2007 WKA European Champion 95 kg
- 2008 WKA European Champion 95 kg
- 2008 WKA World Champion -95 kg
- 2009 WKA World Champion -95 kg
- 2010 WKA World Champion
- 2011 WKA World Champion